# Notophyllum foliosum
Notophyllum foliosum é uma espécie de anelídeo pertencente à família Phyllodocidae.
A autoridade científica da espécie é Sars, tendo sido descrita no ano de 1835.
Trata-se de uma espécie presente no território português, incluindo a sua zona económica exclusiva.